# Coenzima ossidoriduttivo
I coenzimi ossidoriduttivi sono coenzimi che prendono parte a reazioni redox in processi biochimici.
I principali coenzimi ossidoriduttivi sono:
- Nicotinammideadenindinucleotide (NAD+/NADH,H+);
- Nicotinammideadenindinucleotidefosfato (NADP+/NADPH,H+);
- Flavin adenina dinucleotide (FAD/FADH2);

Altri coenzimi ossidoriduttivi:
- Flavina mononucleotide (FMN/FMNH2);
- Coenzima Q (CoQ/CoQH2);
- Il gruppo prostetico eme contenuto nei citocromi (Cyt[Fe2+]/Cyt[Fe3+]).